# 대릴 사바라
대릴 사바라(Daryl Sabara, 1992년 6월 14일 ~ )는 미국의 배우이다.

## 출연 작품
- 스파이 키드2
- 스파이 키드 3D
- 마셰티